# Калацото (Кјети)
Калацото (итал. Calazzotto) је насеље у Италији у округу Кјети, региону Абруцо.
Према процени из 2011. у насељу је живело 42 становника. Насеље се налази на надморској висини од 438 м.